# سونگینو (زاوخان)
سونگینو (به لاتین: Songino) یک منطقهٔ مسکونی در مغولستان است که در استان زوخان واقع شده‌است.